# Nowa Borowa
Nowa Borowa (ukr. Нова Борова) – osiedle typu miejskiego na Ukrainie, w rejonie żytomierskim obwodu żytomierskiego.
Znajduje się tu stacja kolejowa Nowa Borowa, położona na linii Korosteń – Żytomierz.

## Historia
W 1959 liczyła 5696 mieszkańców.
W 1989 liczyła 6186 mieszkańców.
Do 2020 leżała w rejonie horoszowskim.